# Cronologia de la Unió Europea
Aquest article tracta sobre la història de les comunitats que han evolucionat fins a convertir-se en l'actual Unió Europea (UE). La història sobre la política interior i els altres esdeveniments esdevinguts en cada estat membre es desenvolupen en els articles referents a cada país.

L'expansió de la Unió Europea del 1952 al 2013.

## Dècada del 1950
1950
- 12 de maig: Declaració Schuman. Per mitjà d'un discurs inspirat per Jean Monnet, Robert Schuman, proposa a París integrar les indústries del carbó i de l'acer d'Europa Occidental.
- 3 de juny: Alemanya, Bèlgica, França, Itàlia, Luxemburg i els Països Baixos subscriuen la Declaració Schuman.
- 26-28 d'agost: L'assemblea del Consell d'Europa aprova el Pla Schuman.
- 19 de setembre: Es crea la Unió Europea de Pagaments.
- 4 de novembre: Se signen a Roma els Convenis de drets humans i drets fonamentals.

1951
- 18 d'abril: Alemanya, Bèlgica, França, Itàlia, Luxemburg i els Països Baixos (Els sis), signen el Tractat de París pel qual es crea la Comunitat Europea del Carbó i de l'Acer (CECA).

1952
- 27 de maig: Els sis signen a París el Tractat de la Comunitat Europea de Defensa (CED).
- 23 de juliol: Entra en vigor el Tractat CECA. Es nomena a Monnet President de l'Alta Autoritat i a Paul-Henri Spaak de l'Assemblea Comuna.

1953
- 1 de gener: Entra en vigor l'exacció CECA (primer impost europeu).
- 10 de febrer: S'estableix el mercat comú del carbó i del mineral de ferro. Els sis suprimeixen els drets de duana i les restriccions quantitatives sobre aquestes matèries.
- 9 de març: Spaak presenta un projecte de tractat per a constituir una Comunitat Europea de caràcter polític que tindria per finalitat salvaguardar els drets humans i els fonamentals, així com garantir la seguretat dels Estats membres enfront de les agressions externes, coordinar la política exterior dels Estats membres i instaurar el mercat comú de manera progressiva. A més preveu la implementació d'un Consell Europeu executiu, un Parlament bicameral, un Consell de Ministres (nacionals), un Tribunal de Justícia i un Comitè Econòmic i Social.

1954
- 11 de maig: Alcide de Gasperi és elegit president de l'Assemblea Parlamentària Europea.
- 30 d'agost: L'Assemblea Nacional francesa rebutja el Tractat de la Comunitat Europea de Defensa.
- 23 d'octubre: l'acord de París, estipula el final del règim d'ocupació sobre Alemanya occidental i defineix l'estatut del Sarre com territori europeu. Neix la Unió Europea Occidental (UEO).
- 10 de novembre: Monnet dimiteix després del fracàs de la CED.
- 21 de desembre: El Tribunal de Justícia de les Comunitats Europees dicta la seva primera sentència.

1955
- 1 de juny: René Mayer és elegit president de l'Alta Autoritat de la CECA.
- 23 d'octubre: El 67,7% dels sufragis de Sarre es pronuncien en contra de l'estatut.
- 8 de desembre: El Consell de Ministres del Consell d'Europa adopta com emblema la bandera blava amb 12 estrelles daurades.

1956

Bandera d'Europa

- 7 de gener: Es confirma el principi de lliure circulació, en la Comunitat, dels productes siderúrgics importats de tercers països.
- 6 de maig: Spaak, aleshores Ministre d'Exteriors belga, presenta als seus companys un informe sobre els projectes de tractats comunitaris que preveuen la creació de la Comunitat Econòmica Europea (CEE) i de la Comunitat Europea de l'Energia Atòmica (Euratom).

1957
- 25 de març: Els Tractats constitutius de la CEE i d'Euratom són signats pels Sis. A partir de llavors seran coneguts com "els Tractats de Roma".
- 27 de novembre: Hans Furler és elegit president de l'Assemblea Comuna de la CECA.

1958
- 1 de gener: Els Tractats de Roma entren en vigor. La CEE i Euratom comencen a treballar en Brussel·les. L'Assemblea Parlamentària, establerta a Luxemburg, i el Tribunal de Justícia són comunes a les tres Comunitats.
- 7 de gener: Walter Hallstein és elegit president de la Comissió de la CEE, Louis Armand, President de la Comissió de l'Euratom, i Paul Finet, President de l'Alta Autoritat de la CECA.
- 19 de març: Se celebra a Estrasburg la sessió per la qual es crea l'Assemblea Parlamentària Europea. Schuman n'és elegit president. Aquesta Assemblea substituirà a la CECA.
- 15 d'abril: El primer Reglament del Consell institueix a l'alemany, francès, italià i neerlandès com les llengües oficials de les Comunitats.
- 13 de maig: Els diputats de l'Assemblea Parlamentària s'asseuen segons els seus grups polítics i no segons la seva nacionalitat per primera vegada.
- 19 de maig: Se celebra a Brussel·les la reunió constitutiva del Comitè Econòmic i Social Europeu (CES).
  - 3-11 de juliol: Una conferència celebrada a Stresa fixa les bases d'una Política Agrícola Comuna (PAC).
- 7 d'octubre: S'estableix a Luxemburg el Tribunal de Justícia de les Comunitats Europees, que reemplaça al de la CECA.
- 29 de desembre: L'Acord Monetari Europeu entra en vigor.

1959
- 7 de gener: Schuman és reelegit President de l'Assemblea Parlamentària.
- 20 de març: El Banc Europeu d'Inversions (BEI) concedeix els seus primers préstecs.
- 8 de juny: Grècia sol·licita la seva associació amb la CEE.
- 31 de juliol: Turquia sol·licita la seva associació a la CEE.
- 10 de setembre: Comencen les negociacions per a l'associació amb Grècia.
- 27 de setembre: Comencen les negociacions per a l'associació amb Turquia.
- 13 d'octubre: Pierre Wigny, Ministre d'Exteriors belga, proposa reunir en una sola institució a l'Alta Autoritat de la CECA, la CEE i Euratom.

## Dècada del 1960
- 1960
  - 13 de gener: Se signa a Brussel·les el Conveni pel qual s'estableix l'Organització Europea per a la Seguretat de la Navegació Aèria (Eurocontrol).
  - 14 de gener: L'Organització per a la Cooperació Econòmica Europea (OCEE) es converteix en l'Organització per a la Cooperació i el Desenvolupament Econòmic (OCDE).

- 1961
  - 10 de març: Furler és reelegit President de l'Assemblea Parlamentària.
  - 18 de juliol: A Bonn (a la sazon capital de la RFA) se celebra una cimera en la qual els Sis expressen el seu desig de crear una unió política.
  - 31 de juliol: Irlanda sol·licita ingressar a les Comunitats Europees.
  - 9 d'agost: Regne Unit sol·licita ingressar a les Comunitats Europees.
  - 10 d'agost Dinamarca sol·licita ingressar a les Comunitats Europees.
  - 20 de desembre: Walter Hallstein és reelegit President de la Comissió de la Comunitat Econòmica Europea.

- 1962
  - 10 de gener: Presa de possessió de la nova Comissió de la Comunitat Econòmica Europea.
  - 27-30 de març: Gaetano Martino és reelegit President de l'Assemblea Parlamentària que decideix canviar de nom passant a denominar-se Parlament Europeu.
  - 30 d'abril: Noruega sol·licita ingressar a les Comunitats Europees.
  - 30 de juliol: Entren en vigor els reglaments pels quals es crea la PAC.
  - 1 de novembre: Entra en vigor l'Acord d'Associació entre Grècia i la Comunitat.

- 1963
  - 14 de gener: Charles de Gaulle, President de França, manifesta els dubtes del seu país sobre la voluntat política del Regne Unit d'ingressar a la Comunitat, després de la qual se suspenen al cap d'uns dies les negociacions d'adhesió de tots els països candidats.
  - 25-29 de març: Martino és reelegit President del Parlament Europeu.
  - 4 de setembre: Mor Schuman.

- 1964
  - 10 de gener: Hallstein és elegit president de la Comissió de la CEE.
  - 21 de març: Duvieusart és elegit president del Parlament Europeu.
  - 1 de desembre: Entra en vigor el Tractat d'Associació amb Turquia.

- 1965
  - 2 de març: Leemans és elegit president del Parlament Europeu.
  - 8 d'abril: Signatura a Brussel·les del Tractat de fusió dels executius de les tres comunitats (CECA, CEE, Euratom), que entra en vigor l'1 de juliol de 1967.
  - . 1 de juliol: França trenca les negociacions sobre el finançament de la PAC. Durant un temps la delegació francesa deixa de participar en les reunions del Consell i del Comitè de Representants Permanents.

- 1966
  - 28-29 de gener: França, després de set mesos torna a ocupar el seu lloc en el Consell a canvi del manteniment del vot per unanimitat en assumptes que estiguin en joc "interessos vitals".
  - 7 de març: Alain Poher és elegit president del Parlament Europeu.
  - 30 de maig: Ratificació per Luxemburg del Tractat pel qual es crea el Consell i la Comissió de les Comunitats Europees.

- 1967
  - 13 de març: Poher és reelegit President del Parlament Europeu.
  - 11 de maig: Nova sol·licitud del Regne Unit d'ingressar en la Comunitat, seguida de la d'Irlanda i Dinamarca i poc després de la de Noruega. De Gaulle segueix poc inclinat a acceptar l'adhesió britànica.
  - 1 de juliol: Entra en vigor el Tractat de fusió dels executius de les Comunitats Europees. A partir d'aquest moment les Comunitats Europees compten amb una única Comissió i un únic Consell.
  - 3 de juliol: Primera sessió del Consell de les Comunitats Europees (CCE) sota presidència alemanya.
  - 6 de juliol: Presa de possessió de la nova Comissió sota la presidència de Jean Rei.

- 1968
  - 1 de gener: França assumeix la Presidència del CCE.
  - 12 de març:Poher és reelegit President del Parlament Europeu.
  - 1 de juliol: Itàlia assumeix la Presidència del CCE.

- 1969
  - 1 de gener: Luxemburg assumeix la Presidència del CCE.
  - 1 de juliol: Països Baixos assumeix la Presidència del CCE.
  - 6 de juliol: Rei és elegit president de la Comissió.

## Dècada del 1970
- 1970
  - 1 de gener: Bèlgica assumeix la Presidència del CCE.
  - 10 de març: Scelba es torna a sortir escollit com a President del Parlament Europeu.
  - 30 de juny: S'inicien les negociacions amb els futurs Estats membres (Dinamarca, Irlanda, Noruega i Regne Unit).
  - 1 de juliol: Alemanya assumeix la Presidència del CCE.
  - 2 de juliol: Inicia funcions la nova Comissió i Franco-Maria Malfatti pren possessió com a President.
  - 27 d'octubre: És aprovat el Informi Davignon, l'objectiu del qual és aconseguir que Europa parli amb una sola veu sobre tots els problemes internacionals importants.

- 1971
  - 1 de gener: França assumeix la Presidència del CCE.
  - 22 de març: S'adopta el Pla Werner per a millorar la coordinació de les polítiques econòmiques. Els Estats han de prendre mesures per a harmonitzar les seves polítiques pressupostàries i reduir el marge de fluctuació de les seves monedes.
  - 3 de juny: Primera reunió dels Ministres de Justícia. Els Estats concediran nous poders al Tribunal de Justícia.
  - 1 de juliol: Itàlia assumeix la Presidència del CCE.

- 1972
  - 1 de gener: Luxemburg assumeix la Presidència del CCE.
  - 22 de gener: Se signa a Dinamarca, Irlanda, Noruega i el Regne Unit els Tractats d'Adhesió a les Comunitats Europees.
  - 14 de març: Behrendt surt una altra vegada escollit com a President del Parlament Europeu.
  - 21 de març: Dimiteix Malfatti i és substituït pel vicepresident Sicco Mansholt.
  - 24 d'abril: Creació de la «serp monetària» (acord per a limitar al 2,25% el marge de fluctuació de les monedes).
  - 1 de maig: Engegada del Fons Social Europeu (FSE), que havia estat reformat per la Decisió del Consell de febrer de 1971.
  - 10 de maig: Irlanda es pronuncia a favor de l'adhesió gràcies al referendum.
  - 1 de juliol: Països Baixos assumeix la Presidència del CCE.
  - 25 de setembre: Noruega es pronuncia en contra de l'adhesió a través de referendum.
  - 2 d'octubre: Dinamarca es pronuncia a favor de l'adhesió gràcies al referendum.
  - 16 d'octubre: Regne Unit ratifica els actes relatius a l'adhesió.

- 1973
  - 1 de gener: Bèlgica assumeix la Presidència del CCE. Dinamarca, Irlanda i el Regne Unit ingressen en les Comunitats Europees. A partir d'aquest moment són anomenats Els nou.' Entra en vigor l'Acord de Lliure Comerç amb Àustria, Suïssa, Portugal i Suècia.
  - 6 de gener: François-Xavier Ortoli pren possessió com a President de la Comissió Europea.
  - 13 de març: Cornelis Berkhouwer és elegit president del Parlament Europeu.
  - 1 de juliol: Dinamarca assumeix la Presidència del CCE. Entra en vigor l'Acord de lliure comerç industrial amb Noruega.

- 1974
  - 1 de gener: Alemanya assumeix la Presidència del CCE. Entra en vigor l'Acord de lliure comerç industrial amb Finlàndia. ** 1 de juliol: França assumeix la Presidència del CCE.
  - 9-10 de desembre: Se celebra a París d'una Cimera de Caps d'Estat i de Govern, en la qual es decideix realitzar tres reunions anuals en qualitat de Consell Europeu. Es va donar via lliure a la celebració d'eleccions directes al Parlament Europeu.

- 1975
  - 1 de gener: Irlanda assumeix la Presidència del CCE.
  - 10-11 de març: A Dublín es realitza la primera reunió del Consell Europeu.
  - 20 de març: S'estableix a Florència l'Institut Universitari Europeu.
  - 9 d'abril: 369 membres de la Càmera dels Comuns voten a favor de la pertinença del Regne Unit en la Comunitat enfront de 170 en contra.
  - 5 de juny: El 67% dels britànics es pronuncia a favor de seguir pertanyent a la Comunitat.
  - 12 de juny: Grècia sol·licita la seva adhesió a les Comunitats Europees.
  - 1 de juliol: Itàlia assumeix la Presidència del CCE.
  - 15 de juliol: Se signa d'un acord comercial amb Mèxic.
  - 16-17 de juliol: El Consell Europeu reunit a Brussel·les sol·licita al Consell d'Afers exteriors un informe, sobre l'elecció del Parlament Europeu per sufragi universal directe.
  - 16 de setembre: Establiment de relacions oficials amb Xina.
  - 15-17 de novembre: Els Caps d'Estat i de Govern de l'Alemanya França, Itàlia, Regne Unit, Estats Units i Japó reunits en Rambouillet, subratllen la necessitat de recuperació econòmica en els països industrialitzats.
  - 1-2 de desembre: El Consell Europeu es reuneix a Roma. Es discuteix l'elecció del Parlament Europeu per sufragi universal, la unificació de passaports i la representació comunitària única en el diàleg Nord-Sud.
  - 15 de desembre: Se signa el Conveni sobre la patent comunitària.

- 1976
  - 1 de gener: Luxemburg assumeix la Presidència del CCE.
  - 9 de febrer: El Consell protegeix la sol·licitud d'adhesió de Grècia.
  - 1-2 d'abril: Es reuneix a Luxemburg el Consell Europeu.
  - 1 de juliol: Països Baixos assumeix la Presidència del CCE.
  - 12-13 de juliol: Es reuneix a Brussel·les el Consell Europeu. S'acorda el nombre i distribució d'escons del Parlament que es triarà per sufragi universal.
  - 29-30 d'octubre: Es reuneix a La Haia el Consell Europeu. Declaració sobre la construcció de la Unió Europea.

- 1977
  - 1 de gener: Regne Unit assumeix la Presidència del CCE.
  - 6 de gener: Assumeix la nova Comissió sota la Presidència Jenkins.
  - 25-26 de març: Es reuneix a Roma el Consell Europeu.
  - 28 de març: Portugal sol·licita la seva adhesió a les Comunitats Europees.
  - 29-30 de juny: Es reuneix en Londres el Consell Europeu.
  - 1 de juliol: Bèlgica assumeix la Presidència del CCE.
  - 28 de juliol: Espanya sol·licita la seva adhesió a les Comunitats Europees.
  - 5-6 de novembre: Es reuneix a Brussel·les del Consell Europeu.

- 1978
  - 1 de gener: Dinamarca assumeix la Presidència del CCE.
  - 22-24 de març: Després de les consultes CEE-Japó celebrades a Tòquio de pronúncia una declaració conjunta sobre les mesures per a superar els problemes suscitats per l'excedent de la balança comercial a favor del país asiàtic.
  - 7-8 d'abril: Es reuneix a Copenhaguen el Consell Europeu.
  - 1 de juliol: Alemanya assumeix la Presidència del CCE.
  - 6-7 de juliol: Es reuneix en Bremen el Consell Europeu. Acord sobre una estratègia per a arribar a un major índex de creixement econòmic, reduir l'atur i crear un sistema monetari europeu (SME).
  - 4-5 de desembre: Es reuneix a Brussel·les el Consell Europeu. Creació del sistema monetari europeu basat en l'ECU.

- 1979
  - 1 de gener: França assumeix la Presidència del CCE.
  - 5 de febrer: Inauguració de les negociacions d'adhesió d'Espanya.
  - 12-13 de març: Es reuneix a París el Consell Europeu. Entra en vigor el sistema monetari europeu.
  - 16 de març: Mor Jean Monnet.
  - 7-10 de maig: Primeres eleccions al Parlament Europeu per sufragi universal directe.
  - 21-22 de maig: Es reuneix a Estrasburg el Consell Europeu.
  - 1 de juliol: Irlanda assumeix la Presidència del CCE.
  - 17-20 de juliol: Sessió inaugural a Estrasburg del primer Parlament triat per sufragi directe. Simone Veil és triada Presidenta.
  - 19 de setembre: Signatura per la Comunitat del Conveni del Consell d'Europa sobre la protecció de la fauna europea i dels seus hàbitats naturals.
  - 29-30 de novembre: Es reuneix a Dublín el Consell Europeu.

## Dècada del 1980
- 1980
  - 1 de gener: Itàlia assumeix la Presidència del CCE.
  - 27-28 d'abril: Es reuneix a Luxemburg el Consell Europeu. Es debat la contribució britànica al pressupost de la comunitat.
  - 30 de maig: El Consell assoleix un compromís per a la contribució del Regne Unit al pressupost comunitari.
  - 12-13 de juny: Es reuneix a Venècia el Consell Europeu.
  - 1 de juliol: Luxemburg assumeix la Presidència del CCE.
  - 18 de setembre: Signatura de l'Acord marc de cooperació amb Brasil.
  - 1-2 de desembre: Es reuneix a Luxemburg el Consell Europeu. S'adopten decisions sobre les ajudes que es van concedir a Polònia.

- 1981
  - 1 de gener: Països Baixos assumeix la Presidència del CCE. Grècia es converteix en membre de la Comunitat Europea. Ara es parla d'"Els deu".
  - 20 de gener: La nova Comissió inicia funcions amb Gaston Thorn com a President.
  - 23-24 de març: Es reuneix a Maastricht el Consell Europeu.
  - 29-30 de juny: Es reuneix a Luxemburg el Consell Europeu.
  - 1 de juliol: Regne Unit assumeix la Presidència del CCE.
  - 7 de novembre: França i Alemanya presenten el Pla Genscher-Colombo o "Acta Europea" per a millorar els mecanismes institucionals.
  - 26-27 de novembre: Es reuneix a Londres el Consell Europeu.

- 1982
  - 1 de gener: Bèlgica assumeix la Presidència del CCE.
  - 19 de gener: Pieter Dankert és elegit president del Parlament Europeu.
  - 23 de febrer: Groenlàndia opta per retirar-se de la Comunitat.
  - 29-30 de març: Es reuneix a Brussel·les el Consell Europeu.
  - 28-29 de maig: Es reuneix a Brussel·les el Consell Europeu.
  - 1 de juliol: Dinamarca assumeix la Presidència del CCE.
  - 1 d'octubre: Entra en vigor l'Acord marc de cooperació amb Brasil.
  - 3-4 de desembre: Es reuneix a Copenhaguen el Consell Europeu. Es confirma el compromís polític en favor de l'ampliació.

- 1983
  - 1 de gener: Alemanya assumeix la Presidència del CCE.
  - 21-22 de març: Es reuneix a Brussel·les el Consell Europeu.
  - 17-19 de juny: Es reuneix a Stuttgart el Consell Europeu. Els Caps d'Estat i de Govern i els Ministres d'Afers exteriors signen una Declaració Solemne sobre la Unió Europea.
  - 1 de juliol: Grècia assumeix la Presidència del CCE.
  - 14 de setembre:El diputat Altiero Spinelli presenta al Parlament Europeu un Projecte de Tractat per a la Fundació de la Unió Europea.
  - 4-6 de desembre: Es reuneix a Atenes el Consell Europeu.
  - 17 de desembre: Se signa a Cartagena d'Índies un Acord de cooperació econòmica amb els països del Pacte Andino.

- 1984
  - 1 de gener: França assumeix la presidència del CCE.
  - 14 de febrer: El Parlament Europeu aprova el Projecte de Tractat per a la Fundació de la Unió Europea.
  - 19-20 de març: Es reuneix a Brussel·les el Consell Europeu.
  - 14 i 17 de juny: Se celebren eleccions al Parlament Europeu per sufragi universal.
  - 25-26 de juny: Es reuneix a Fontainebleau el Consell Europeu. S'assoleix un acord sobre la compensació que es concedirà al Regne Unit per a reduir la seva contribució al pressupost comunitari.
  - 1 de juliol: Irlanda assumeix la presidència del CCE.
  - 13 de juliol: Se signa a Saarbrücken l'Acord franc-alemany sobre l'abolició gradual dels controls fronterers.
  - 24 de juliol: Pierre Pflimlin és elegit president del Parlament Europeu.
  - 3-4 de desembre: Es reuneix a Dublín el Consell Europeu.

- 1985
  - 1 de gener: Itàlia assumeix la presidència del CCE. S'expedeixen en la majoria dels Estats membres els primers passaports europeus.
  - 7 de gener: Entra en funcions la nova Comissió presidida per Jacques Delors.
  - 1 de febrer: Groenlàndia abandona la Comunitat però roman associada com a territori d'ultramar.
  - 29-30 de març: Es reuneix a Brussel·les el Consell Europeu. S'accepta l'adhesió d'Espanya i Portugal.
  - 14 de juny: Se signa a Schengen l'Acord de Schengen sobre l'eliminació de controls fronterers entre Alemanya, Bèlgica, França, Luxemburg i els Països Baixos.
  - 28-29 de juny: Es reuneix a Milà el Consell Europeu.
  - 1 de juliol: Luxemburg assumeix la presidència del CCE.
  - 2-4 de desembre: Es reuneix a Luxemburg el Consell Europeu. S'acorda l'elaboració d'una Acta Única Europea.

- 1986
  - 1 de gener: Països Baixos assumeix la presidència del CCE. Adhesió d'Espanya i Portugal a les Comunitats Europees.[1] Ara es parla dels dotze.
  - 17 i 28 de febrer: Se signa a Luxemburg i L'Haia l'Acta Única Europea per la qual es modifica el Tractat de Roma.
  - 29 de maig: La Bandera de la Unió Europea s'hissa per primera vegada davant l'edifici Berlaymont, els sons de l'himne Europeu.
  - 26-27 de juny: Es reuneix a L'Haia el Consell Europeu.
  - 1 de juliol: Regne Unit assumeix la presidència del CCE.
  - 5-6 de desembre: Es reuneix a Londres el Consell Europeu.

- 1987
  - 1 de gener: Bèlgica assumeix la presidència del CCE.
  - 20 de gener: Lord Henry Plumb és elegit president del Parlament Europeu.
  - 14 de març: Turquia sol·licita oficialment l'adhesió a les Comunitats Europees.
  - 29-30 de juny: Es reuneix a Brussel·les el Consell Europeu.
  - 1 de juliol: Dinamarca assumeix la presidència del CCE. Entra en vigor l'Acta Única Europea.
  - 4-5 de desembre: Es reuneix en Copenhaguen el Consell Europeu.

- 1988
  - 1 de gener: Alemanya assumeix la presidència del CCE.
  - 11-13 de febrer: Es reuneix a Brussel·les el Consell Europeu.
  - 27-28 de juny: Es reuneix a Hannover el Consell Europeu. S'expressa la inquietud davant els perills que amenacen el medi ambient i es designa un comitè com a guia cap a la unió monetària. S'acorda renovar el mandat de Delors com a President de la Comissió.
  - 1 de juliol: Grècia assumeix la presidència del CCE.
  - 2-3 de desembre: Es reuneix a  Rodes el Consell Europeu.

- 1989
  - 1 de gener: Espanya assumeix la presidència del CCE.
  - 15-18 de juny: Se celebren eleccions al Parlament Europeu per sufragi universal.
  - 26-27 de juny: Es reuneix a Madrid el Consell Europeu.
  - 1 de juliol: França assumeix la presidència del CCE.
  - 17 de juliol: Àustria sol·licita oficialment l'adhesió a la Comunitat Europea.
  - 8-9 de desembre: Es reuneix a Estrasburg el Consell Europeu.

## Dècada del 1990
- 1990
  - 1 de gener: Irlanda assumeix la presidència del CCE.
  - 25-26 de juny: Es reuneix a Dublín el Consell Europeu.
  - 1 de juliol: Itàlia assumeix la presidència del CCE.
  - 3 de juliol: Xipre sol·licita oficialment l'adhesió a les Comunitats Europees.
  - 16 de juliol: Malta sol·licita oficialment l'adhesió a les Comunitats Europees.
  - 3 d'octubre: Reunificació d'Alemanya. La regió de l'Antiga Alemanya de l'Est passa a formar part de les Comunitats Europees.
  - 27 de novembre: Itàlia signa l'Acord de Schengen.
  - 14-15 de desembre: Es reuneix a Roma el Consell Europeu.

- 1991
  - 1 de gener: Luxemburg assumeix la Presidència del CCE.
  - 28-29 de juny: Es reuneix a Luxemburg el Consell Europeu.
  - 1 de juliol: Països Baixos assumeixen la Presidència del CCE. Suècia sol·licita oficialment l'adhesió a les Comunitats Europees.
  - 26 de novembre: La Comunitat ingressa en l'Organització de les Nacions Unides per a l'Agricultura i l'Alimentació (FAO).
  - 9-10 de desembre: Es reuneix a Maastricht el Consell Europeu. Acord sobre el projecte de Tractat de la Unió Europea.

- 1992
  - 1 de gener: Portugal assumeix la presidència del CCE.
  - 7 de febrer: Se signa a Maastricht el Tractat de la Unió Europea pels Ministres d'Afers exteriors i d'Economia dels Estats membres.
  - 18 de març: Finlàndia sol·licita oficialment l'adhesió a les Comunitats Europees.
  - 20 de maig: El govern de Suïssa sol·licita oficialment l'adhesió a les Comunitats Europees (però la majoria de l'electorat suís es pronuncia en contra de l'adhesió).
  - 2 de juny: Referèndum a Dinamarca, contrari a la ratificació del Tractat de la Unió Europea.
  - 3-14 de juny: La comunitat participa en la Conferència de Río.
  - 26-27 de juny: Es reuneix a Lisboa el Consell Europeu.
  - 1 de juliol: El Regne Unit assumeix la presidència del CCE.
  - 2 de juliol: Luxemburg ratifica el Tractat de la Unió Europea.
  - 31 de juliol: Grècia ratifica el Tractat de la Unió Europea.
  - 20 de setembre: França ratifica el Tractat de la Unió Europea via referèndum.
  - 26 d'octubre: Itàlia ratifica el Tractat de la Unió Europea.
  - 4 de novembre: Bèlgica ratifica el Tractat de la Unió Europea.
  - 25 de novembre: Noruega sol·licita oficialment l'adhesió a les Comunitats Europees.
  - 11 de desembre: Portugal ratifica el Tractat de la Unió Europea.
  - 11-12 de desembre: Es reuneix a Edimburg el Consell Europeu, en el qual s'ofereix a Dinamarca la possibilitat de celebrar un segon referèndum sobre la ratificació del Tractat.
  - 15 de desembre: Països Baixos ratifica el Tractat de la Unió Europea.
  - 18 de desembre: Alemanya ratifica el Tractat de la Unió Europea.

- 1993
  - 1 de gener: Dinamarca assumeix la Presidència del CCE. Entra en vigor el mercat únic europeu.
  - 18 de maig: Dinamarca es pronuncia a favor del Tractat sobre la Unió Europea en un segon referèndum.
  - 21-22 de juny: Es reuneix a Copenhaguen el Consell Europeu.
  - 1 de juliol: Bèlgica assumeix la Presidència del CCE.
  - 19 de juliol: Adopció pel consell del programa TACIS.
  - 2 d'agost: Regne Unit ratifica el Tractat de la Unió Europea.
  - 29 d'octubre: Es reuneix a Brussel·les el Consell Europeu.
  - 1 de novembre: Finalitzen tots els procediments de ratificació i entra en vigor el Tractat de la Unió Europea.
  - 9 de desembre: Borís Ieltsin, Jacques Delors i el President del Consell Europeu, Jean Luc Dehaene, signen una declaració per la qual es consoliden les relacions entre la Federació Russa i la UE.
  - 10-11 de desembre: Es reuneix a Brussel·les el Consell Europeu.

- 1994
  - 1 de gener: Grècia assumeix la Presidència del Consell de la Unió Europea (CUE).
  - 9-10 de març: Sessió inaugural del Comitè de les Regions.
  - 31 de març: Hongria sol·licita oficialment l'adhesió a les Comunitats Europees.
  - 5 d'abril: Polònia sol·licita oficialment l'adhesió a les Comunitats Europees.
  - 9-12 de juny: Eleccions directes al Parlament Europeu.
  - 12 de juny: Àustria. La majoria de l'electorat es pronuncia a favor de l'adhesió a la UE.
  - 24-25 de juny: Es reuneix a Corfú el Consell Europeu.
  - 1 de juliol: Alemanya assumeix la Presidència del CUE.
  - 19-26 de juliol: Primera sessió, a Estrasburg, del nou Parlament Europeu. Klaus Hänsch és elegit president.
  - 16 d'octubre: Finlàndia. La majoria de l'electorat es pronuncia a favor de l'adhesió a la UE.
  - 13 de novembre: Suècia. La majoria de l'electorat es pronuncia a favor de l'adhesió a la UE.
  - 15 de novembre: Primera reunió, a Frankfurt del Meno, del Consell de l'Institut Monetari Europeu.
  - 28 de novembre: Noruega. La majoria de l'electorat es pronuncia en contra de l'adhesió a la UE.
  - 6 de desembre: El Consell adopta el programa Leonardo da Vinci sobre formació contínua.
  - 9-10 de desembre: Es reuneix a Essen el Consell Europeu.
  - 17 de desembre: A la ciutat de Lisboa se signa la Carta Europea de l'Energia.

- 1995
  - 1 de gener: França assumeix la Presidència del CUE. Àustria, Finlàndia i Suècia es converteixen en membres de la UE.
  - 14 de març: Signatura pel consell i el Parlament del programa Sócrates en el camp de l'educació.
  - 26 de març: Entra completament en vigor l'Acord de Schengen.
  - 28 d'abril: Àustria signa l'Acord de Schengen.
  - 22 de juny: Romania presenta la seva sol·licitud adhesió a la UE.
  - 27 de juny: Eslovàquia presenta la seva sol·licitud d'adhesió a la UE.
  - 26-27 de juny: Es reuneix a Canes el Consell Europeu. Es confirma per a l'1 de gener de 1999 el pas a la moneda única.
  - 1 de juliol: Espanya assumeix la Presidència del CUE.
  - 13 d'octubre: Letònia presenta la seva sol·licitud d'adhesió a la UE.
  - 24 de novembre: Estònia presenta la seva sol·licitud d'adhesió a la UE.
  - 8 de desembre: Lituània presenta la seva sol·licitud d'adhesió a la UE.
  - 15-16 de desembre: Es reuneix a Madrid el Consell Europeu.

- 1996
  - 1 de gener: Itàlia assumeix la Presidència del CUE. Entra en vigor la unió duanera amb Turquia.
  - 17 de gener: República Txeca presenta la seva sol·licitud d'adhesió a la UE.
  - 10 de juny: Eslovènia presenta la seva sol·licitud d'adhesió a la UE.
  - 21-22 de juny: Es reuneix a Florència el Consell Europeu.
  - 1 de juliol: Irlanda assumeix la Presidència del CUE.
  - 13-14 de desembre: Es reuneix a Dublín el Consell Europeu.
  - 16 de desembre: Se celebra a Washington, DC una cimera entre Estats Units i la UE.
  - 19 de desembre: Dinamarca, Finlàndia i Suècia signen l'acord de Schengen.

- 1997
  - 1 de gener: Països Baixos assumeix la Presidència del CUE.
  - 16-17 de juny: Es reuneix a Amsterdam el Consell Europeu.
  - 1 de juliol: Luxemburg assumeix la Presidència del CUE.
  - 2 d'octubre: Els ministres d'Afers exteriors dels Estats membres de la UE signen el Tractat d'Amsterdam.
  - 26 de novembre: La Comissió adopta un Llibre Blanc sobre les fonts d'energia renovables.
  - 8 de desembre: Se signen un acord d'Associació econòmica, de coordinació política i de cooperació amb Mèxic.
  - 12-13 de desembre: Es reuneix a Luxemburg el Consell Europeu.

- 1998
  - 1 de gener: Regne Unit assumeix la Presidència del CUE.
  - 3-4 d'abril: Se celebra a Londres la segona Cimera Europa-Àsia.
  - 29 d'abril: Se signa a Nova York el Protocol de Kioto sobri el canvi climàtic.
  - 1 de maig: Entra en vigor l'Acord marc de cooperació entre la UE i els països membres de l'acord de Cartagena.
  - 1 de juny: Es crea el Banc Central Europeu (BCE).
  - 1 de juliol: Àustria assumeix la Presidència del CUE.
  - 11-12 de desembre: Es reuneix a Viena el Consell Europeu.

- 1999
  - 1 de gener: Alemanya assumeix la presidència del CUE. Implantació oficial de l'euro. Alemanya, Àustria, Bèlgica, Espanya, Finlàndia, França, Irlanda, Itàlia, Luxemburg, els Països Baixos i Portugal adopten l'euro com moneda oficial.
  - 15-16 d'abril: Se celebra a Stuttgart la tercera Conferència Euromediterrània, amb la participació de Líbia per primera vegada com convidat especial.
  - 1 de maig: Entra en vigor el Tractat d'Amsterdam.
  - 3-4 de juny: Es reuneix a Colònia el Consell Europeu. S'adopta l'estratègia comuna de la UE referent a Rússia. Es designa Javier Solana com a Alt Representant per a la PESC i Secretari General del Consell.
  - 10-13 de juny: Eleccions al Parlament Europeu.
  - 1 de juliol: Finlàndia assumeix la presidència del CUE.
  - 20 de gener: El nou Parlament Europeu tria President a Fontaine.

## Dècada del 2000
- 2000
  - 1 de gener: Portugal assumeix la Presidència del CUE.
  - 28 de juny: Celebració de la primera cimera a l'Índia a Lisboa.
  - 1 de juliol: França assumeix la Presidència del CUE.
  - 28 de setembre: Dinamarca celebra un referèndum que rebutja integrar-se amb la moneda única europea.
  - 7-9 de desembre: Es reuneix a Niça el Consell Europeu. La Conferència Intergovernamental finalitza amb un acord sobre el Tractat de Niça.

- 2001
  - 1 de gener: Suècia assumeix la Presidència del CUE.
  - 2 de gener: Grècia es converteix en el membre nombre 12 de la zona euro.
  - 26 de febrer: Se signa el Tractat de Niça que modifica el Tractat de la Unió Europea i els Tractats constitutius de les Comunitats Europees.
  - 23-24 de març: Es reuneix a Estocolm el Consell Europeu.
  - 7 de maig: Irlanda, l'electorat vota en contra del Tractat de Niça.
  - 1 de juliol: Bèlgica assumeix la Presidència del CUE.
  - 14-15 de desembre: Es reuneix a Laeken el Consell Europeu.

- 2002
  - 1 de gener: Espanya assumeix la Presidència del CUE. Entren en circulació els bitllets i monedes euro en els dotze països membres de la zona euro: Alemanya, Àustria, Bèlgica, Espanya, Finlàndia, França, Grècia, Irlanda, Itàlia, Luxemburg, Països Baixos i Portugal.
  - 15 de gener: El Parlament Europeu tria de President a Pat Coix.
  - 28 de febrer: L'euro es converteix en l'única moneda oficial, una vegada que el període de doble circulació ha finalitzat.
  - 15-16 de març: Es reuneix a Barcelona el Consell Europeu.
  - 26 de març: Es llança el sistema de posicionament europeu Galileu.
  - 31 de maig: La UE ratifica el Protocol de Kyoto.
  - 21-22 de juny: Es reuneix a Sevilla el Consell Europeu.
  - 1 de juliol: Dinamarca assumeix la Presidència del CUE.
  - 23 de juliol: Expira el Tractat constitutiu de la Comunitat Europea del Carbó i de l'Acer (CECA), després de cinquanta anys en vigor.
  - 19 d'octubre: Irlanda vota a favor del Tractat de Niça en un segon referèndum.
  - 12-13 de desembre: Es reuneix a Copenhaguen el Consell Europeu.

- 2003
  - 1 de gener: Grècia assumeix la Presidència del CUE.
  - 1 de febrer: Entra en vigor el Tractat de Niça.
  - 20-21 de març: Se celebra el tercer Consell Europeu de primavera a Brussel·les. Es debat la situació de l'Iraq.
  - 16 d'abril: Se signa a Atenes el Tractat d'Adhesió a la UE de la República Txeca, Xipre, Estònia, Letònia, Lituània, Hongria, Malta, Polònia, Eslovènia i Eslovàquia.
  - 20-21 de juny: Es reuneix a Salónica el Consell Europeu. S'acull el projecte de Constitució de la UE.
  - 1 de juliol: Itàlia assumeix la Presidència del CUE.
  - 14 de setembre: Suècia. La majoria dels votants rebutja l'adopció de la moneda única europea.
  - 12-13 de desembre: Es reuneix a Brussel·les el Consell Europeu.

- 2004
  - 1 de gener: Irlanda assumeix la Presidència del CUE.
  - 27 d'abril: Solana es reuneix amb Moammar al-Gaddafi a Brussel·les.
  - 1 de maig: Ampliació sense precedents: República Txeca, Xipre, Estònia, Hongria, Letònia, Lituània, Malta, Polònia, la República Eslovaca i Eslovènia es fan membres de la UE.
  - 10-13 de juny: Eleccions al Parlament Europeu per a la seva sisena legislatura fins a 2009.
  - 29 de juny: Consell de Caps d'Estat o de Govern a Brussel·les. Es nomena a Solana Alt Representant per a la Política Exterior i de Seguretat Comuna de la UE.
  - 1 de juliol: Països Baixos assumeixen la Presidència del CUE.
  - 20 de juliol: El Parlament Europeu tria com a President del mateix a Josep Borrell.
  - 26 d'octubre: El President de la Comissió designat, José Manuel Durao Barroso, retira la proposta de la nova Comissió Europea.
  - 29 d'octubre: Els Caps d'Estat i de Govern i els Ministres d'Afers exteriors de la UE signen el Tractat pel qual s'estableix una Constitució per a Europa.
  - 18 de novembre: El Parlament Europeu aprova la nova Comissió presentada per Duro.
  - 16-17 de desembre: Es reuneix a Brussel·les el Consell Europeu.

- 2005
  - 1 de gener: Luxemburg assumeix la Presidència del CUE.
  - 20 de febrer: Espanya. Els votants aproven via referèndum el Tractat Constitucional.
  - 13 d'abril: El Parlament Europeu aprova l'entrada de Romania i Bulgària en la UE.
  - 10 de maig: 15a Cimera UE-Rússia a Moscou. Es discuteixen els "Quatre espais comuns"
  - 29 de maig: Els votants francesos diuen NO al Tractat Constitucional.
  - 1 de juny: Els neerlandesos diuen NO al Tractat Constitucional.
  - 1 de juliol: Regne Unit assumeix la Presidència del CUE.
  - 10 de juliol: Els votants luxemburguesos voten SÍ a la ratificació del Tractat Constitucional.
  - 5 de setembre: En el marc del trentè aniversari de l'establiment de les relacions bilaterals, se celebra la vuitena cimera anual amb Xina.
  - 15-16 de desembre: Es reuneix a Brussel·les el Consell Europeu i assoleix un acord sobre el pressupost comunitari per al període 2007-2013. També s'atorga a l'Antiga República Iugoslava de Macedònia (Macedònia del Nord des de 2019) el status de candidata a l'adhesió en la UE.

- 2006
  - 1 de gener: Àustria assumeix la Presidència del CUE.
  - El 16 de juny de 2006 els caps d'Estat i de Govern dels Vint-i-cinc van aprovar la proposta de la Comissió Europea de l'entrada d'Eslovènia en l'Euro per a l'1 de gener de 2007.
  - 1 de juliol: Finlàndia assumeix la Presidència del CUE.

- 2007
  - 1 de gener: Bulgària i Romania s'adhereixen a la Unió Europea. Eslovènia deixa la seva moneda tolar per a entrar en la zona euro com a moneda oficial. Lituània és rebutjada per a entrar en la zona euro.
  - 16 de gener Bulgària i Romania voten per primera vegada en el Parlament Europeu, que té 785 eurodiputats.

- 2009
  - 7 de maig: Inauguració de l'Associació Oriental a Praga.
  - 1 de desembre: Entra en vigor el Tractat de reforma institucional de la Unió Europea[2]

## Dècada del 2010
- 2013
  - 1 de juliol: Incorporació de Croàcia que es converteix en el 28è estat membre.

- 2016
  - 23 de juny: Referèndum sobre la permanència del Regne Unit dins la Unió Europea amb resultat favorable a la sortida.[3]

## Dècada del 2020
- 2020
  - 31 de gener: Sortida del Regne Unit de la Unió Europea.[4]